# Urs Mangold
Urs Mangold (* 17. Februar 1954) ist ein Schweizer Ländlermusikant und Kapellmeister aus dem Kanton Basel-Landschaft. Er spielt Schwyzerörgeli, Klarinette, Bassgeige, Gitarre und Blockflöte. Man nennt ihn den Förderer der Volksmusik im Baselbiet, da diese früher in dieser Region nach Aussagen von Fachleuten kaum gefragt war. Mangold ist Rentner, war hauptberuflich Primarlehrer und leistete seinen Beitrag zur Ländlermusik mit der Oberbaselbieter Ländlerkapelle und der Sissecher Holzmusig. Beide Formationen wurden von ihm geleitet und pflegen in Anlehnung an den Bündnerstil eine Stilrichtung, die für das Baselbiet typisch geworden ist.

## Die Oberbaselbieter Ländlerkapelle
1971 etablierte der Bassgeigenspieler und Tierarzt Dr. Erich Roost anlässlich eines Dorffestes in seinem Wohnort Gelterkinden eine Ad-hoc-Ländlerkapelle. Auch Urs Mangold, damals ein Gymnasiast, war dabei. Das war der Grundstein der noch heute bestehenden Oberbaselbieter Ländlerkapelle. 1989 erhielt sie den Anerkennungspreis für besondere Leistungen des Kantons Basel-Landschaft. Das Repertoire der Ländlerkapelle umfasst rund 800 Melodien. Sie landete auch einen Evergreen – den von Dr. Erich Roost komponierten Schottisch Der Geissbock stinkt.

## Die Sissecher Holzmusig
Die Sissecher Holzmusig entstand seinerzeit aus Urs Mangold und einigen seiner Musikschüler. Diese Formation pflegt wie die Oberbaselbieter Ländlerkapelle den Bündnerstil.

## Eigenkompositionen
Urs Mangold komponierte rund 100 Titel. Viele seiner Kompositionen stehen auf der Homepage des Hauses der Volksmusik gratis zum Download zur Verfügung. 1988 gewann er den 1. Preis im Kompositionswettbewerb am internationalen Folklorefestival in Freiburg im Üechtland. 1992 erlangte er den 2. und den 3. Rang im Kompositionswettbewerb der Interlakner Volksmusiktage. 1994 erreichte er an dieser Veranstaltung erneut den 2. Rang. Seine Kompositionen werden auf diversen CDs gespielt, und er wirkte auf etwa 30 Tonträgern mit. Er hat im Eigenverlag mehrere Notenhefte für Volksmusik herausgegeben.

## Auszeichnung
1988 wurde der Goldene Tell und 1999 der Goldene Violinschlüssel an Urs Mangold verliehen.